# Geophis nigroalbus
Geophis nigroalbus este o specie de șerpi din genul Geophis, familia Colubridae, descrisă de Boulenger 1908. Conform Catalogue of Life specia Geophis nigroalbus nu are subspecii cunoscute.